# Руски олигарси
Руски олигарси е общото име за група от бизнесмени, натрупали огромни богатства след разпадането на Съветския съюз, по време на управлението и президентството на Борис Елцин в Русия.

## Възходът на олигарсите
Първите олигарси се появяват когато Михаил Горбачов започва да изпълнява процедури за либерализация на съветския пазар през осемдесетте години. Много от тях са хора занимаващи се с контрабанда на търсени стоки, които са били забранени или с ограничен внос при съветското управление, като компютри, дънки и цигари.
Олигарсите придобиват по-голямо влияние върху политическата система в Русия, особено при кампанията за преизбирането на Елцин през 1996 г., която отрежда на финансирането и подкрепата на „олигарсите“ важна роля. През този период понятието навлиза в руския език. За финансирането на кампанията на Елцин е сформирана група от седем финансисти:
- Борис Березовски
- Михаил Ходорковски
- Михаил Фридман
- Владимир Потанин
- Владимир Гусински
- Александър Смоленски
- Владимир Виноградов